# Víctor Rofino
Víctor Rofino Gordo (Madrid, 28 luglio 2002) è un calciatore guineense, difensore dell'União Leiria e della nazionale guineense.

## Caratteristiche tecniche
È un difensore centrale.

## Carriera

### Club
Rofino ha giocato nei settori giovanili di Atlético Madrid, Leganés ed infine Real Madrid, che nel 2021 lo ha mandato in prestito all'Intercity. Nel 2022 è stato acquistato dal Real Valladolid che lo ha assegnato alla propria squadra B; ha debuttato in prima squadra l'11 agosto 2023 nell'incontro di Segunda División vinto 2-0 contro lo Sporting Gijón e poche settimane dopo è stato ceduto in prestito al Real Murcia.
Il 30 luglio 2024 ha lasciato la Spagna ed ha firmato con i portoghesi dell'União Leiria.

### Nazionale
Nel 2018 è stato convocato dalla nazionale spagnola Under-16, senza però riuscire a scendere in campo.
Il 9 ottobre 2024 ha ricevuto la prima convocazione da parte della nazionale guineense, con cui ha esordito due giorni dopo nell'incontro di qualificazione per la Coppa d'Africa 2025 perso 1-0 contro il Mali.

## Statistiche

### Presenze e reti nei club
Statistiche aggiornate al 15 novembre 2024.
| Stagione        | Squadra           | Campionato      | Campionato | Campionato | Coppe nazionali | Coppe nazionali | Coppe nazionali | Coppe continentali | Coppe continentali | Coppe continentali | Altre coppe | Altre coppe | Altre coppe | Totale | Totale | Totale |
| Stagione        | Squadra           | Comp            | Pres       | Reti       | Comp            | Pres            | Reti            | Comp               | Pres               | Reti               | Comp        | Pres        | Reti        | Pres   | Reti   |        |
| --------------- | ----------------- | --------------- | ---------- | ---------- | --------------- | --------------- | --------------- | ------------------ | ------------------ | ------------------ | ----------- | ----------- | ----------- | ------ | ------ | ------ |
| 2021-2022       | Intercity         | SDR             | 18         | 0          | CR              | 0               | 0               | -                  | -                  | -                  | -           | -           | -           | 18     | 0      |        |
| 2022-2023       | Real Valladolid B | SF              | 19         | 1          | -               | -               | -               | -                  | -                  | -                  | -           | -           | -           | 19     | 1      |        |
| ago. 2023       | Real Valladolid   | SD              | 1          | 0          | CR              | 0               | 0               | -                  | -                  | -                  | -           | -           | -           | 1      | 0      |        |
| 2023-2024       | Real Murcia       | PF              | 28         | 1          | CR              | 0               | 0               | -                  | -                  | -                  | -           | -           | -           | 28     | 1      |        |
| 2024-2025       | União Leiria      | LdH             | 10         | 0          | CP+CdL          | 0               | 0               | -                  | -                  | -                  | -           | -           | -           | 10     | 0      |        |
| Totale carriera | Totale carriera   | Totale carriera | 76         | 2          |                 | 0               | 0               |                    | -                  | -                  |             | -           | -           | 76     | 2      |        |

### Cronologia presenze e reti in nazionale
| Cronologia completa delle presenze e delle reti in nazionale ― Guinea-Bissau | Cronologia completa delle presenze e delle reti in nazionale ― Guinea-Bissau | Cronologia completa delle presenze e delle reti in nazionale ― Guinea-Bissau | Cronologia completa delle presenze e delle reti in nazionale ― Guinea-Bissau | Cronologia completa delle presenze e delle reti in nazionale ― Guinea-Bissau | Cronologia completa delle presenze e delle reti in nazionale ― Guinea-Bissau | Cronologia completa delle presenze e delle reti in nazionale ― Guinea-Bissau | Cronologia completa delle presenze e delle reti in nazionale ― Guinea-Bissau |
| Data                                                                         | Città                                                                        | In casa                                                                      | Risultato                                                                    | Ospiti                                                                       | Competizione                                                                 | Reti                                                                         | Note                                                                         |
| ---------------------------------------------------------------------------- | ---------------------------------------------------------------------------- | ---------------------------------------------------------------------------- | ---------------------------------------------------------------------------- | ---------------------------------------------------------------------------- | ---------------------------------------------------------------------------- | ---------------------------------------------------------------------------- | ---------------------------------------------------------------------------- |
| 11-10-2024                                                                   | Bamako                                                                       | Mali                                                                         | 1 – 0                                                                        | Guinea-Bissau                                                                | Qual. Coppa d'Africa 2025                                                    | -                                                                            | 46’                                                                          |
| 15-10-2024                                                                   | Bissau                                                                       | Guinea-Bissau                                                                | 0 – 0                                                                        | Mali                                                                         | Qual. Coppa d'Africa 2025                                                    | -                                                                            |                                                                              |
| 15-11-2024                                                                   | Lobamba                                                                      | eSwatini                                                                     | 1 – 1                                                                        | Guinea-Bissau                                                                | Qual. Coppa d'Africa 2025                                                    | -                                                                            |                                                                              |
| 19-11-2024                                                                   | Bissau                                                                       | Guinea-Bissau                                                                | 1 – 2                                                                        | Mozambico                                                                    | Qual. Coppa d'Africa 2025                                                    | -                                                                            | 14’ 57’                                                                      |
| 20-3-2025                                                                    | Monrovia                                                                     | Sierra Leone                                                                 | 3 – 1                                                                        | Guinea-Bissau                                                                | Qual. Mondiali 2026                                                          | -                                                                            |                                                                              |
| 24-3-2025                                                                    | Bissau                                                                       | Guinea-Bissau                                                                | 1 – 2                                                                        | Burkina Faso                                                                 | Qual. Mondiali 2026                                                          | -                                                                            | 65’                                                                          |
| Totale                                                                       |                                                                              | Presenze                                                                     | 6                                                                            |                                                                              | Reti                                                                         | 0                                                                            |                                                                              |